# Fricativa bilabial sonora
| Fricativa bilabial sonora | Fricativa bilabial sonora |
| ------------------------- | ------------------------- |
| AFI – número              | 127                       |
| AFI – Unicode             | β                         |
| AFI – imagem              |                           |
| Entidade HTML             | &#946;                    |
| X-SAMPA                   | B                         |
| Kirshenbaum               | B                         |
| Som Exemplo               |                           |

A consoante fricativa bilabial sonora é um tipo de fone consonantal empregados em alguns idiomas. o símbolo no Alfabeto Fonético Internacional é o β, e seu equivalente X-SAMPA é B. O símbolo β é a letra grega beta. O mesmo símbolo é empregado pela consoante aproximante bilabial, embora esta seja mais claramente representada com um diacrítico, assim β̞.
Esta letra também é freqüentemente usada para representar o bilabial aproximante, embora isso seja mais claramente escrito com um diacrítico de abaixamento, que é ⟨β̞⟩. Teoricamente, ele também poderia ser transcrito como um avançado Aproximante labiodental ⟨ʋ̟⟩, mas este símbolo quase nunca é usado, se é que o é. Foi proposto que tanto um valor de  β ⟩ ou invertido ⟨β ⟩ ser usado como um símbolo dedicado para o aproximador bilabial, mas apesar do uso ocasional isso não ganhou aceitação geral.

## Características
Características da fricativa bilabial sonora:
- O modo de articulação é fricativo, que significa que é produzido contraindo o fluxo de ar através por um canal apertado no ponto de articulação, causando uma turbulencia.
- O ponto de articulação é bilabial, que significa que é articulado com ambos os lábios.
- A fonação é sonora, que significa que as cordas vocais vibram durante a articulação.
- É uma consoante oral, sonante, que significa que permite que o ar escape pela boca.
- O mecanismo de ar é Egressivo, que significa que é articulado empurrando o ar para fora dos pulmões através do aparelho vocal.

## Ocorrências
| Língua              | Língua              | Palavra         | AFI        | Significado   | Notas                             |
| ------------------- | ------------------- | --------------- | ---------- | ------------- | --------------------------------- |
| Amárico             | Amárico             | አበባ             | [aβəβa]    | 'flor'        |                                   |
| Angor               | Angor               | fufung          | [ɸuβuŋ]    | 'chifre'      |                                   |
| Berta               | Berta               | [βɑlɑːziʔ]      | [βɑlɑːziʔ] | 'não'         |                                   |
| Catalão             | Catalão             | blava           | [ˈblaβə]   | 'azul'        | Alofonia de /b/.                  |
| Dahalo              | Dahalo              | [koːβo]         | [koːβo]    | 'querer'      |                                   |
| Espanhol            | Espanhol            | lava            | [ˈlaβ̞a]    | 'lava'        | Alofonia de /b/.                  |
| jeje                | jeje                | Eʋe             | [ɛβɛ]      | 'língua jeje' |                                   |
| Japonês             | Japonês             | 神戸市/kōbe-shi | [koːβe ɕi] | 'Kobe'        | Apenas quando falado rapidamente. |
| cabila              | cabila              | bri             | [βri]      | 'cortar'      |                                   |
| Occitano            | Gascão              | La-vetz         | [laβets]   | 'então'       |                                   |
| Portunhol riverense | Portunhol riverense | brabo           | [bɾaβo]    | 'bravo'       |                                   |
| Turcomano           | Turcomano           | watan           | [βatan]    | 'paíz'        |                                   |